# Ambivalenz
Ambivalenz (lateinisch ambo „beide“ und valere „gelten“) bezeichnet einen inneren Zustand, der wesentlich geprägt ist von einem inneren Konflikt. Dabei bestehen in einer Person sich widersprechende Wünsche, Gefühle und Gedanken gleichzeitig nebeneinander und führen zu inneren Spannungen.
In der Allgemeinsprache gebräuchlicher ist das Adjektiv ambivalent (zwiespältig, doppelwertig, mehrdeutig, vielfältig, zweideutig). Eugen Bleuler verwendete den Begriff erstmals 1910 während eines Vortrags. Für ihn war Ambivalenz ein Hauptmerkmal der Schizophrenie. Im heutigen Sprachgebrauch, auch im klinischen Bereich, versteht man unter „Ambivalenz“ aber kein Symptom einer Krankheit, sondern das Erleben einer konflikthaften, von gegensätzlichen Aspekten geprägten Bewertung der Situation oder eines Objekts. Dieses Erleben basiert auf der erworbenen Fähigkeit, auf Abwehr durch Spaltung zu verzichten und gegensätzliche Erlebniszustände zu ertragen. Die Fähigkeit, Ambivalenz auszuhalten, spricht für eine gesteigerte emotionale Reife.

## Bedeutung
Bei der Ambivalenz handelt es sich um das simultane Bestehen sich eigentlich ausschließender Einstellungen und Handlungstendenzen. Der Begriff „Hassliebe“ ist ein Beispiel für eine solche Verknüpfung gegensätzlicher Wertungen (in der Rhetorik Oxymoron genannt). Auch in der Physiologie sind  antagonistische Funktionen bekannt. Die Ambivalenz betrifft psychologische Funktionen.
Dass jedes Ding zwei Seiten haben kann, ist keine Ambivalenz, solange dadurch kein innerer Konflikt hervorgerufen wird. Ambivalenz ist eine Dichotomie von Sichtweisen, die gegensätzliche Reaktionen bedingen und letztlich die Fähigkeit zu einer Entscheidung hemmen können. So sieht Karl Abraham im Gegensatz zum Kind, das durch Triebschwankungen charakterisiert ist, den reifen Menschen als ambivalenzfrei. Verschiedene Psychoanalytiker sehen in den menschlichen Regungen durchgehend eine Ambivalenz von Libido und Thanatos (Liebe und Destruktionstrieb) und ordnen sie den Ich-Funktionen zu.

## Relevanz der Ambivalenz
Die Relevanz des Begriffs zeigt sich in verschiedenen Diskursen, in denen individuelle Erfahrungen als das „Denken in Optionen“ (G. L. Schiewer, 2014, S. 2) umschrieben wird. Nach Kurt Lüscher (2011, S. 326) sind Prozesse „des gedanklichen und emotionalen Oszillierens zwischen Alternativen“ besonders „nützlich“, denn daraus entstehen neue Handlungsmöglichkeiten, der Problemlösung und der Gestaltung von Beziehungen. Doch nach Lüscher wird dieses Potenzial im alltäglichen Leben nicht optimal genutzt, auch wenn der Mensch täglich mit Ambivalenzen konfrontiert wird. Der Mensch ist oft nicht in der Lage, darüber zu reflektieren oder Ambivalenzen zu erkennen. Dazu meint Lüscher (2013, S. 36), dass Ambivalenz z. B. gerade in Hinblick auf das Improvisieren, auf das Entwickeln von schnellen Lösungen und Agilität von Belang ist:

„Während in der Umgangssprache der Begriff der Ambivalenz überwiegend negativ geprägt ist, also damit Belastungen gemeint sind, ist das analytische Verständnis des Begriffs neutral und schließt die Möglichkeit ein, dass das Erfahren von Ambivalenzen und der Umgang mit ihnen auch befreiend sein kann, wenn es Erfahrungen des Suchens und Bedenkens von Alternativen einschließt, also das Erkunden des ‚Sowohl-als-auch‘. Ambivalenzerfahrungen können sogar gesucht werden.“

## Einteilung und Messung
Ambivalenz kann laut Bleuler eingeteilt werden in ein Nebeneinander von widersprüchlichen
1. Gefühlen – „affektive Ambivalenz“
2. Wünschen – „voluntäre Ambivalenz“ oder Ambitendenz
3. Beurteilungen – „intellektuelle Ambivalenz“

Die Begriffe „Ambitendenz“ und „Ambiguität“ werden manchmal gleichbedeutend mit Ambivalenz verwendet.
In der Folge wurde der Begriff durch Freud in die Psychoanalyse übernommen und dort auf mannigfache Weise weiter entwickelt und in der Folge in die Psychologie und die Sozialpsychologie übernommen sowie in der Psychotherapie genutzt.
In der Motivationspsychologie verwendet Thomae den Begriff der Ambivalenz, um auf Aversions-Appetenzkonflikte hinzuweisen.
In der Sozialpsychologie lässt sich die Ambivalenz einer Einstellung auf der Grundlage des semantischen Differentials messen. Zu diesem Zweck werden der negative Pol (beispielsweise „dumm“) und der positive Pol („intelligent“) getrennt eingeschätzt. Ambivalenz wird dann erschlossen, wenn ein Einstellungsobjekt gleichzeitig in Richtung auf den negativen und den positiven Pol beurteilt wird. Eine andere Möglichkeit der Messung der Ambivalenz besteht darin, sie direkt über einen Fragebogen einzuschätzen.
Erläuterung: Der Fragebogen zur Erfassung von ambivalentem Sexismus gegenüber Frauen (ASI; Theorie der ambivalenten Stereotype) enthält Feststellungen, die feindselige („Die meisten Frauen bewerten harmlose Anmerkungen gleich als sexistisch“) und wohlwollende („In einem Katastrophenfall müssen Frauen zuerst gerettet werden“) Einstellungen ansprechen.
In den 1960er Jahren fand der Begriff der Ambivalenz Eingang in die Soziologie, zunächst im Kontext der Analyse von (Berufs-)Rollen, später in jener der Generationenbeziehungen und der Zeitdiagnose. Ungefähr zur gleichen Zeit setzte die Rezeption in den Literaturwissenschaften ein, ebenso in den Kunst- und Musikwissenschaften. Parallel mit der Rezeption in den Wissenschaften fand der Begriff auch Eingang in die Umgangssprache.
Verschiedene Diskussionsforen in wissenschaftlichen Zeitschriften dokumentieren die Weiterentwicklung des Begriffes.
Die Begriffsgeschichte und die Diskursanalysen des Konzepts der Ambivalenz in unterschiedlichen human-, kultur- und sozialwissenschaftlichen Diskursen und Disziplinen legen den Schluss nahe, dass damit anthropologisch bedeutsame Sachverhalte angesprochen werden. Sie können sich in übergreifenden Vorstellungen wie Menschen- und Gesellschaftsbildern und in der konkreten Gestaltung menschlichen Handelns finden.

## Ambivalenz und Ambiguität
Der italienische Semiotiker Umberto Eco (Eco, 1977, S. 90) meint, dass man in den westlichen Gesellschaften seit dem 20. Jahrhundert eine kulturelle Tendenz zur Produktion von „Ambiguität der Situation“ beobachten kann. Für ihn ist der Begriff der Ambiguität ein ästhetisches Kriterium für literarische und künstlerische Qualität, die ihren Höhepunkt in der Kunst der Moderne, d. h. im „offenen Kunstwerk“ hat. Für Eco hat die Kunst seit der Moderne im Zeichen der Ambivalenz sogar emanzipatorische und politische Auswirkungen, denn ihre „Protagonisten drücken die positiven Möglichkeiten eines Menschentyps“ aus, „der offen ist für eine ständige Erneuerung seiner Lebens- und Erkenntnisschemata, der produktiv an der Entwicklung seiner Fähigkeiten und der Erweiterung seiner Horizonte arbeitet“ (Eco, 1977, S. 52). Gemeint ist Kunst als Mittel zur Veränderung des Bewusstseins und der Erfahrungsformen.
Der deutsche Philosoph Bernhard Waldenfels (Waldenfels, 1987, S. 10) fasst Ambiguität auf als Indiz eines postmodernen „Umdenkens, das aus dem Hin und Her von Antithesen wie Einheit und Vielheit, Kontinuität und Diskontinuität, Subjekt und Strukturen, Lebenswelt und System“ herausfindet und das Bewusstsein für das Fremde, für das Fremderfahren ohne den Anspruch auf seine Aneignung schließlich schärft. Im Mittelpunkt seiner Überlegungen steht Ambivalenz im Prozess des Verstehens (des Anderen) und im Zusammenhang zwischen Mikroerfahrungen des Subjekts und Makrostrukturen einer Ordnung (Waldenfels, 1997, S. 13). Für Waldenfels ist der Mensch ständig konfrontiert mit dem Fremden, z. B. bei Begegnungen mit fremden Passanten, beim Erlernen einer Fremdsprache, beim Betrachten eines Gemäldes, beim Lesen eines literarischen Textes. Trotzdem leben wir nach Waldenfels in begrenzten Ordnungen mit „Normalisierungsmaschinerien“ (ebenda, S. 14), die ständig versuchen, die Fremdheit und als Konsequenz das Neue zu vermeiden. Dadurch wird das „Denken in Optionen“ nicht konsequent reflektiert und auch gar nicht in die Ordnungen umgesetzt.
Der polnisch-britische Philosoph und Soziologe Zygmunt Bauman beschäftigt sich vor allem mit dem Begriff der Ambivalenz aus einer sprachphilosophischen und sozial-wissenschaftlichen Perspektive. Er versteht Ambivalenz als „die Möglichkeit, einen Gegenstand oder ein Ereignis mehr als nur einer Kategorie zuzuordnen“ (Bauman, 1992, S. 13), und als „eine sprachspezifische Unordnung“ (ebda.), die typisch für die Postmoderne ist, denn die Postmoderne ist – anders als die Moderne – bereit, ambivalente Verhältnisse wahrzunehmen. Er überträgt seine Thesen dann in der Analyse von Migrationsprozessen bzw. im Fall der deutschen Juden um die Jahrhundertwende. Doch nach vielen solchen Fällen lässt sich diese potenzielle Nachwirkung von Ambivalenz und Ambiguität, die am Beispiel der Kunst oder Migration erfahrbar ist, in gesellschaftlichen Kontexten nur eingeschränkt entfalten. Am Beispiel von Bauman merkt man, dass der Begriff der Ambivalenz sowohl kulturelle Objekte als auch Identitätsfragen in einer hybriden Gesellschaft betreffen kann.
Im Bereich der Interkulturalität spricht man über Ambiguitätstoleranz: Das ist die Fähigkeit, widersprüchliche Auffassungen und Wirklichkeitsbilder zu akzeptieren und produktiv zu wenden. Ambiguitätstoleranz ist eine Komponente der interkulturellen Kompetenz, die besonders in Prozessen des Kulturwechselns erworben oder spürbar wird.

## Ambivalenz und Kultur
Bei einem Blick auf die Titel- und Themenpolitk der gegenwärtigen kulturwissenschaftlichen Diskurse im europäischen Kontext gilt kulturelle Ambivalenz als analytische Zentralkategorie, sobald das Erkenntnisinteresse für kulturelle Zeichen- und Deutungssysteme in der „Vielfalt“ oder in der „Komplexität“, in der „Fremdheit“ des Gegenstands oder einer Ordnung liegt.
In diesem Zusammenhang können z. B. Autoren, Künstler oder Persönlichkeiten der Medien und Politik genannt werden, die den Kulturwechsel hautnah erlebt haben und ihre Fremdheitserfahrungen in ihren Werken oder Reden übersetzen, wie z. B. Fatih Akin (Film), Marianna Salzmann (Theater), Bushido (Musik), Rana Matloub (Sprechakte in Ausstellungsräumen) und Kaya Yanar (Fernsehen). Diese Personen gestalten ihre Produktionen in einer Weise, dass Ambivalenzen sowie das Denken und Leben in Optionen erkennbar werden.

## Ambivalenz und Zwiespältigkeit
Im AMDP-System zur Beschreibung des psychopathologischen Befundes ist Ambivalenz als Koexistenz, also das gleichzeitige Bestehen widersprüchlicher Gefühle, Ideen oder Impulse definiert. Dies wird subjektiv meist als quälend erlebt und ist somit eine vor allem affektive Störung, der erhebliche diagnostische Bedeutung beigemessen wird. Demgegenüber wird das Schwanken zwischen zwei Möglichkeiten (mangelnde Entschlusskraft) als Zwiespältigkeit bezeichnet und gehört zu den kognitiven Störungen.